# Ytri-Strákur
Ytri-Strákur är en bergstopp i republiken Island. Den ligger i regionen Norðurland eystra, 270 km nordost om huvudstaden Reykjavík. Toppen på Ytri-Strákur är 1 178 meter över havet.
Trakten runt Ytri-Strákur är nära nog obefolkad, med mindre än två invånare per kvadratkilometer. Närmaste större samhälle är Grenivík, omkring 18 kilometer väster om Ytri-Strákur. Trakten runt Ytri-Strákur består i huvudsak av gräsmarker.